# Memorialul Tomáš Jakubčo (handbal feminin) - Ediția 2013
Memorialul Tomáš Jakubčo la handbal feminin 2013 a fost a 20-a ediție a competiției de handbal feminin organizată de clubul Iuventa Michalovce cu începere din anul 1991. Ediția din 2013 s-a desfășurat între 8-11 august 2013, în sala Chemkostav Aréna din Michalovce, Slovacia. Câștigătoarea competiției a fost echipa austriacă Hypo Niederösterreich, fiind primul astfel de trofeu câștigat de campioana Austriei.

## Echipe participante
La ediția din 2013 a Memorialului Tomáš Jakubčo au participat echipa gazdă Iuventa Michalovce și alte patru echipe invitate de clubul slovac.
Echipele participante la ediția a 20-a a Memorialului Tomáš Jakubčo au fost:
- HCM Baia Mare
- Hypo Niederösterreich
- Iuventa Michalovce
- MKS Lublin
- Rostov Don

### HCM Baia Mare
Echipa antrenată de Costică Buceschi s-a prezentat cu următorul lot: Mihaela Băbeanu, Paula Ungureanu, Claudia Cetățeanu - Jenica Rudics, Andrada Maior Pașca, Gabriella Szűcs, Renata Ghionea, Laura Oltean, Luciana Marin, Oana Bondar, Timea Tătar, Cynthia Tomescu, Adriana Nechita, Aneta Pîrvuț, Mădălina Chirilă.

### Hypo Niederösterreich
Echipa antrenată de Morten Soubak s-a prezentat cu următorul lot: Bárbara Arenhart, Anna Hajgató – Alexandra do Nascimento, Fernanda da Silva, Deonise Cavaleiro, Gorica Aćimović, Viki Mauler, Fabiana Diniz, Caroline Dias Minto, Ana Paula Rodrigues, Vera Müller, Francielle Gomes da Rocha, Stefanie Kaiser.

### Iuventa Michalovce
Echipa antrenată de Ján Packa s-a prezentat cu următorul lot: Viktória Petrócziová, Adriana Medveďová - Radoslava Vargová, Zuzana Piskayová, Patrícia Wollingerová, Iva Rečevičová, Mária Holešová, Dominika Horňáková, Tanja Kiridžić, Jelena Markovičová, Marianna Rebičová, Terézia Szöllösiová, Lucia Tobiašová, Tatiana Trehubova, Michaela Kovaličková.

### MKS Lublin
Echipa antrenată de Edward Jankowski s-a prezentat cu următorul lot: Ekaterina Giukeva, Weronika Gawlik, Anna Baranowska – Alina Wojtas, Małgorzata Rola, Karolina Konsur, Marta Gęga, Katarzyna Kozimur, Valentina Nestsiaruk, Honorata Syncerz, Małgorzata Majerek, Edyta Danielczuk, Katarzyna Wojdat, Kamila Skrzyniarz, Joanna Szarawaga, Dorota Małek.

### Rostov Don
Echipa antrenată de Serghei Velițki s-a prezentat cu următorul lot: Galina Gabisova, Marina Skladcikova, Sonja Barjaktarović – Ekaterina Artamonova, Elena Slivinskaia, Oxana Svitanko, Irina Șibanova, Kristina Elez, Marina Iarțeva, Vladena Bobrovnikova, Anna Sen, Olga Agiderskaia, Rehina Șîmkute, Viktoria Borșcenko, Olga Perederîi, Suzanna Gigolian.

## Partide
Partidele s-au jucat pe datele de 8, 9, 10 și 11 august. Nu au fost alcătuite grupe. Fiecare echipă a jucat patru meciuri, câte unul împotriva fiecărei adversare. Meciurile au fost parțial transmise de televiziunea DigiSport Slovacia.
Programul de desfășurare de mai jos respectă ora locală a Slovaciei.
| 8 august 2013 18:00 | Iuventa Michalovce | 30 - 32 | Rostov Don  | Chemkostav Aréna, Michalovce Asistență: 650 |
| 8 august 2013 18:00 | Horňáková 8        | (20-14) | Borșcenko 9 | Chemkostav Aréna, Michalovce Asistență: 650 |
| 8 august 2013 18:00 | 3×                 | Cronica | 4×          | Chemkostav Aréna, Michalovce Asistență: 650 |

| 9 august 2013 17:00 | Iuventa Michalovce | 30 - 29 | MKS Lublin | Chemkostav Aréna, Michalovce Asistență: 650 Arbitri: Oťapka, Sivák |
| 9 august 2013 17:00 | Horňáková 7        | (14-14) | Majerek 6  | Chemkostav Aréna, Michalovce Asistență: 650 Arbitri: Oťapka, Sivák |
| 9 august 2013 17:00 | 2×                 | Cronica | 6× 1×      | Chemkostav Aréna, Michalovce Asistență: 650 Arbitri: Oťapka, Sivák |

| 9 august 2013 19:00 | Hypo Niederösterreich | 39 - 25 | HCM Baia Mare | Chemkostav Aréna, Michalovce Asistență: 200 Arbitri: Bečicka, Horák |
| 9 august 2013 19:00 | do Nascimento 12      | (24-13) | Marin 7       | Chemkostav Aréna, Michalovce Asistență: 200 Arbitri: Bečicka, Horák |
| 9 august 2013 19:00 | 5× 1×                 | Cronica | 6×            | Chemkostav Aréna, Michalovce Asistență: 200 Arbitri: Bečicka, Horák |

| 10 august 2013 09:00 | Rostov Don  | 32 - 23 | HCM Baia Mare                          | Chemkostav Aréna, Michalovce Asistență: 100 Arbitri: Bečicka, Horák |
| 10 august 2013 09:00 | Borșcenko 7 | (14-14) | Ghionea, Marin, Oltean, Szücs, Tătar 4 | Chemkostav Aréna, Michalovce Asistență: 100 Arbitri: Bečicka, Horák |
| 10 august 2013 09:00 | 3×          | Cronica | 3×                                     | Chemkostav Aréna, Michalovce Asistență: 100 Arbitri: Bečicka, Horák |

| 10 august 2013 11:00 | Hypo Niederösterreich | 36 - 24 | MKS Lublin | Chemkostav Aréna, Michalovce Asistență: 100 Arbitri: Oťapka, Sivák |
| 10 august 2013 11:00 | do Nascimento 10      | (20-12) | Wojtas 8   | Chemkostav Aréna, Michalovce Asistență: 100 Arbitri: Oťapka, Sivák |
| 10 august 2013 11:00 | 8× 1×                 | Cronica | 5×         | Chemkostav Aréna, Michalovce Asistență: 100 Arbitri: Oťapka, Sivák |

| 10 august 2013 16:30 | MKS Lublin | 26 - 29 | Rostov Don                  | Chemkostav Aréna, Michalovce Asistență: 150 Arbitri: Oťapka, Sivák |
| 10 august 2013 16:30 | Małek 8    | (16-13) | Borșcenko, Perederîi, Sen 4 | Chemkostav Aréna, Michalovce Asistență: 150 Arbitri: Oťapka, Sivák |
| 10 august 2013 16:30 | 4×         | Cronica | 3×                          | Chemkostav Aréna, Michalovce Asistență: 150 Arbitri: Oťapka, Sivák |

| 10 august 2013 18:30 | Iuventa Michalovce | 24 - 35 | Hypo Niederösterreich | Chemkostav Aréna, Michalovce Asistență: 1.100 Arbitri: Bečicka, Horák |
| 10 august 2013 18:30 | Horňáková 7        | (12-19) | do Nascimento 8       | Chemkostav Aréna, Michalovce Asistență: 1.100 Arbitri: Bečicka, Horák |
| 10 august 2013 18:30 | 2×                 | Cronica | 2×                    | Chemkostav Aréna, Michalovce Asistență: 1.100 Arbitri: Bečicka, Horák |

| 11 august 2013 09:00 | HCM Baia Mare     | 34 - 22 | MKS Lublin | Chemkostav Aréna, Michalovce Asistență: 100 Arbitri: Oťapka, Sivák |
| 11 august 2013 09:00 | Nechita, Rudics 9 | (17-12) | Wojtas 10  | Chemkostav Aréna, Michalovce Asistență: 100 Arbitri: Oťapka, Sivák |
| 11 august 2013 09:00 | 6×                | Cronica | 2×         | Chemkostav Aréna, Michalovce Asistență: 100 Arbitri: Oťapka, Sivák |

| 11 august 2013 11:00 | Hypo Niederösterreich | 27 - 20 | Rostov Don | Chemkostav Aréna, Michalovce Asistență: 200 Arbitri: Bečicka, Horák |
| 11 august 2013 11:00 | Rodrigues 7           | (14-13) | Șimkute 5  | Chemkostav Aréna, Michalovce Asistență: 200 Arbitri: Bečicka, Horák |
| 11 august 2013 11:00 | 5×                    | Cronica | 4× 1×      | Chemkostav Aréna, Michalovce Asistență: 200 Arbitri: Bečicka, Horák |

| 11 august 2013 13:00 | Iuventa Michalovce | 27 - 26 | HCM Baia Mare | Chemkostav Aréna, Michalovce Asistență: 500 Arbitri: Oťapka, Sivák |
| 11 august 2013 13:00 | Kiridžić 6         | (16-15) | Nechita 7     | Chemkostav Aréna, Michalovce Asistență: 500 Arbitri: Oťapka, Sivák |
| 11 august 2013 13:00 | 5×                 | Cronica | 5× 1×         | Chemkostav Aréna, Michalovce Asistență: 500 Arbitri: Oťapka, Sivák |

## Clasament și statistici
| Echipa                | M | V | E | Î | GM  | GP  | G   | Pct |
| --------------------- | - | - | - | - | --- | --- | --- | --- |
| Hypo Niederösterreich | 4 | 4 | 0 | 0 | 137 | 93  | +44 | 8   |
| Rostov Don            | 4 | 3 | 0 | 1 | 113 | 106 | +7  | 6   |
| Iuventa Michalovce    | 4 | 2 | 0 | 2 | 111 | 122 | −11 | 4   |
| HCM Baia Mare         | 4 | 1 | 0 | 3 | 108 | 120 | −12 | 2   |
| MKS Lublin            | 4 | 0 | 0 | 4 | 101 | 129 | −28 | 0   |

### Clasamentul final
|   | Hypo NÖ            |
| 2 | Rostov Don         |
| 3 | Iuventa Michalovce |
| 4 | HCM Baia Mare      |
| 5 | MKS Lublin         |

### Top marcatoare
| Poz. | Nume                          | Echipă                | Goluri |
| ---- | ----------------------------- | --------------------- | ------ |
| 1    | Alexandra do Nascimento (BRA) | Hypo Niederösterreich | 36     |
| 2    | Alina Wojtas (POL)            | MKS Lublin            | 27     |
| 3    | Gorica Aćimović (AUT)         | Hypo Niederösterreich | 25     |
| 4    | Dominika Horňáková (SVK)      | Iuventa Michalovce    | 24     |
| 5    | Fernanda da Silva (BRA)       | Hypo Niederösterreich | 23     |
| 6    | Viktoria Borșcenko (UKR)      | Rostov Don            | 22     |
| 7    | Ana Paula Rodrigues (BRA)     | Hypo Niederösterreich | 19     |
| 8    | Tanja Kiridžić (CRO)          | Iuventa Michalovce    | 18     |
| 8    | Adriana Nechita (ROU)         | HCM Baia Mare         | 18     |
| 8    | Tatiana Trehubova (UKR)       | Iuventa Michalovce    | 18     |
| 11   | Jelena Markovičová (SVK)      | Iuventa Michalovce    | 17     |
| 11   | Olga Perederîi (RUS)          | Rostov Don            | 17     |
| 13   | Luciana Marin (ROU)           | HCM Baia Mare         | 16     |
| 13   | Marianna Rebičová (SVK)       | Iuventa Michalovce    | 16     |
| 13   | Jenica Rudics (ROU)           | HCM Baia Mare         | 16     |

### Premii
- Cea mai bună jucătoare:  Dominika Horňáková (SLO) (Iuventa Michalovce)
- Cea mai bună marcatoare:  Alexandra do Nascimento (BRA) (Hypo Niederösterreich) (36 de goluri)
- Cel mai bun portar:  Paula Ungureanu (ROU) (HCM Baia Mare)
- Trofeul fair-play:  Suzanna Gigolian (RUS) (Rostov Don)

Sursa: pagina oficială a clubului HCM Baia Mare